# Deropeltis autraniana
Deropeltis autraniana är en kackerlacksart som beskrevs av Henri Saussure 1895. Deropeltis autraniana ingår i släktet Deropeltis och familjen storkackerlackor. Inga underarter finns listade i Catalogue of Life.